# Terrington St Clement
Terrington St. Clement è un villaggio e parrocchia civile dell'Inghilterra, appartenente alla contea del Norfolk.